# Frälsningsfana! Dina färger fladdrar friskt i morgonbris
Frälsningsfana! Dina färger fladdrar friskt i morgonbris är en sång med text från 1932 av Albert Orsborn, översatt 1948 av David Evert Ekman, musiken är en engelsk melodi.

## Publicerad i
- Frälsningsarméns sångbok 1968 som nr 448 under rubriken "Strid Och Verksamhet - Kamp och seger".
- Frälsningsarméns sångbok 1990 som nr 613 under rubriken "Strid och kallelse till tjänst".